# Im Holte
Im Holte ist eine Hofschaft in Radevormwald im Oberbergischen Kreis im nordrhein-westfälischen Regierungsbezirk Köln in Deutschland.

## Lage und Beschreibung
Im Holte liegt im Nordosten von Radevormwald. Die Nachbarorte heißen Umbeck, Plumbeck, Braake, Beck, Wellringrade, Leye und Vogelshaus. Der Ort ist über die Kreisstraße 9 erreichbar, die von Wellringrade in Richtung Ennepetalsperre führt. Der Ort liegt unmittelbar südlich vom Berg „Hoher Berg“ (393,5 m ü. NHN). Im Ort entspringt auch ein kleiner Zufluss zur Ennepetalsperre.

## Geschichte
1469  wurde der Ort das erste Mal urkundlich erwähnt und zwar „Hz. Gerhard v. Jülich-Berg verleiht dem Rutger Haken Nahlzwang über 22 Häuser bei Radevormwald.“ Die Schreibweise der Erstnennung war Hael.

## Politik und Gesellschaft
Im Holte gehört zum Radevormwalder Gemeindewahlbezirk 180 und zum Stimmbezirk 182.

## Wander- und Radwege
Die Ortsrundwanderwege A2 und A3 verlaufen durch Im Holte.

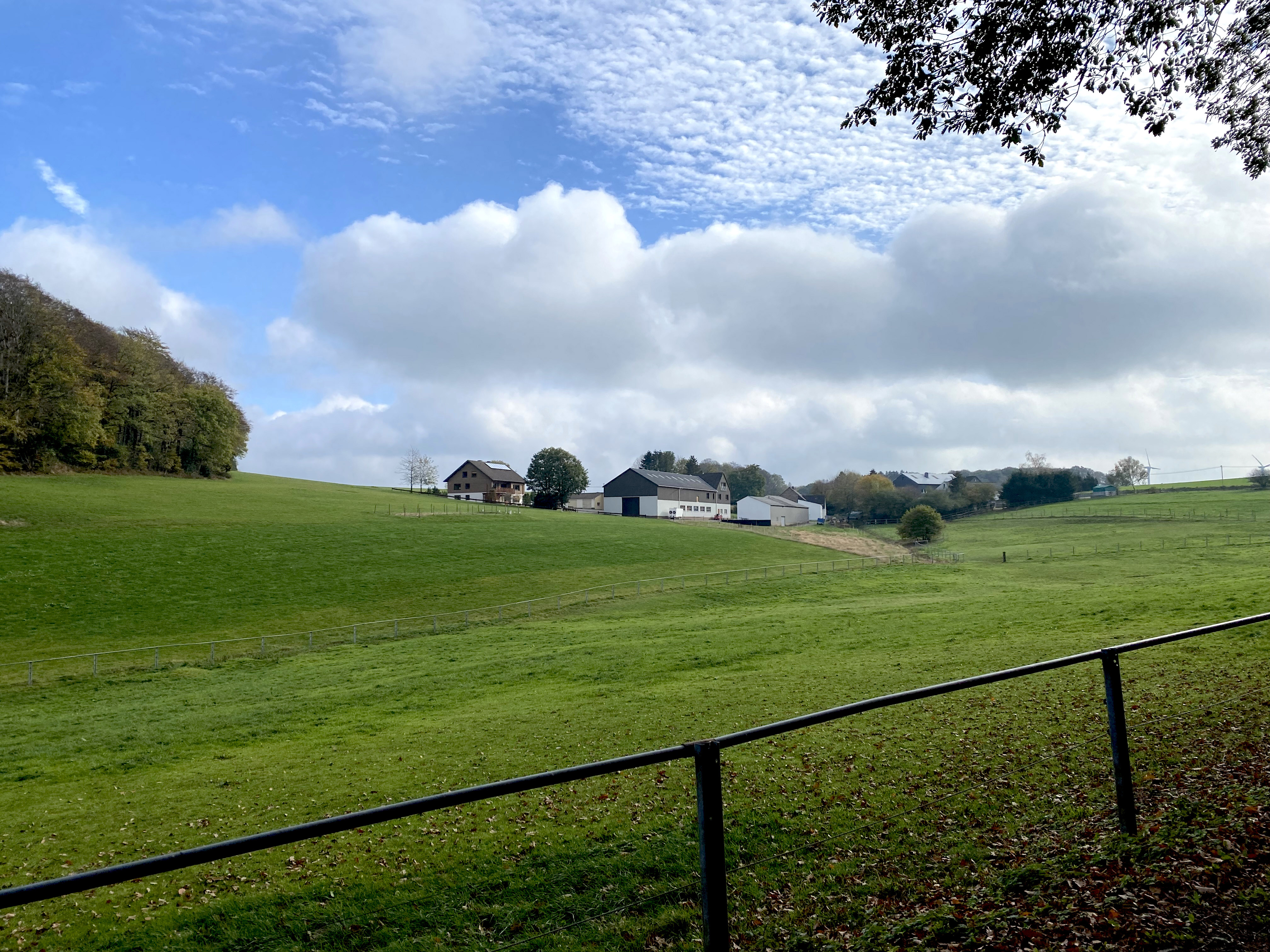
Im Holte von Nord-West
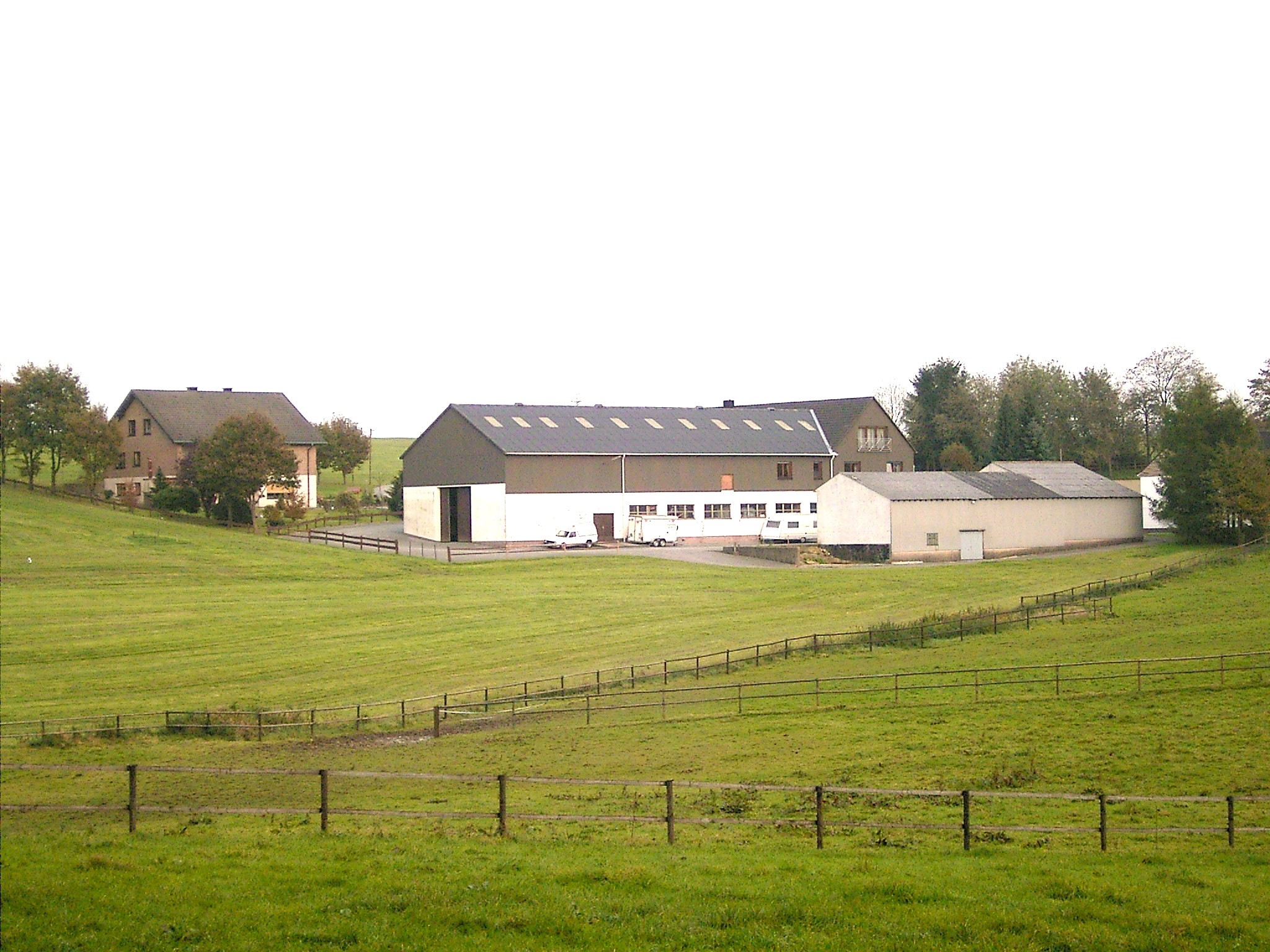
Hof Im Holte 5